# Aéro Tour
Aéro Tour était une compagnie aérienne française assurant des vols charters de passagers pour les voyagistes et des vols à la demande de passagers et fret.

## Histoire
C'est le 26 avril 1976 que la compagnie aérienne Aéro Tour obtiennait son autorisation et agrément de transporteur aérien.
Aéro Tour installait son siège social dans le quartier chic de Courcelles/Monceau au 3 avenue Gourgaud à Paris (17e).
Monsieur Yves Doaré était le Président Directeur Général de la première compagnie française privée de charters, il était appelé à l'époque "le roi du charter français".
La compagnie travaillait avec les voyagistes du moment, notamment le Club Med son principal client et pour l'agence de voyages Klat-Travel.
Elle créait une filiale spécialisée dans la Corse à savoir Aérot'Ex pour Aéro Tour Express où elle basait un avion destiné à la ligne entre Bastia et Paris, une caravelle immatriculée F-BVSF, aux couleurs d'Aérot'Ex. Cette dernière était l'avion du "Maréchal de Yougoslavie", l'ancien président de la République fédérative socialiste de Yougoslavie, le Maréchal Josip Broz Tito.
Fort de 8 caravelle en flotte, Aéro Tour décidait d'utiliser des Boeing 737-200 au début des années 1980.
Elle déposait le bilan le 23 novembre 1980 et ses avions étaient vendus aux enchères fin janvier 1981. La compagnie Corse Air International, la toute nouvelle compagnie charter Corse rachèterait la majeure partie des actifs, pour une somme relativement faible, dont 4 caravelle.

## Destinations
L'agence de voyages de Lucien Klat, "Klat Travel", spécialisée dans les voyages vers le Moyen-Orient, avait lancé des vols charters à destination de Tel-Aviv le 11 février 1979, transportant ainsi 2 120 passagers en 3 mois soit un taux de remplissage de 82,5%.
Aéro Tour avair également volé entre Paris et Bastia avec sa filiale Aerot'Ex (Aéro Tour Express) avec la caravelle F-BVSF.

## Flotte
- Beechcraft 65-A80 :

- F-BTGL (Venu de la compagnie Air Lafont de Bagnolet, racheté par Corse Air International le 20/10/1981, il a fini sa carrière au Parc Avenue près Aubenas)
- Caravelle :

- F-BYAT (reprise par Corse Air International en janvier 1981)
- F-BUFH (propriété de la société Aérotechnique International basée à St Malo, louée à Catair puis Aero Tour en 1976, repartie en 1981 chez Turkol Hava Yollari/Turkish Airlines)
- F-BYAU (achetée le 24 avril 1977 à Alitalia, détruite par le feu au Maroc le 09 décembre 1977)
- F-BVPU (achetée en janvier 1980 à la société Aérotechnique International basée à Saint-Malo puis à Corse Air International en 1982)
- F-BYAI (achetée à JAT Airways le 08 février 1978, reprise par Corse Air International en janvier 1981)
- F-BVPZ (reprise par Corse Air International en janvier 1981)
- F-BYCY (reprise par Corse Air International en janvier 1981)
- F-BVSF (achetée à la force aérienne Yougoslave en mai 1979, elle était toujours aux couleurs de la force militaire, elle est reprise par Europe Aéro Service en avril 1981 puis Corse Air International en février 1982).
- Boeing 737-200 :

- F-GCGR (Aux couleurs de l'ancien locataire Air Lanka, elle était louée à GPA Group basé à Shannon qui le replace en janvier 1981 chez  Linhas Aeras de Angola)
- F-GCGS (Ancien EI-BII, loué à GPA Group basé à Shannon qui le replace en janvier 1981 chez Linhas Aeras de Angola)

## Galerie photographique

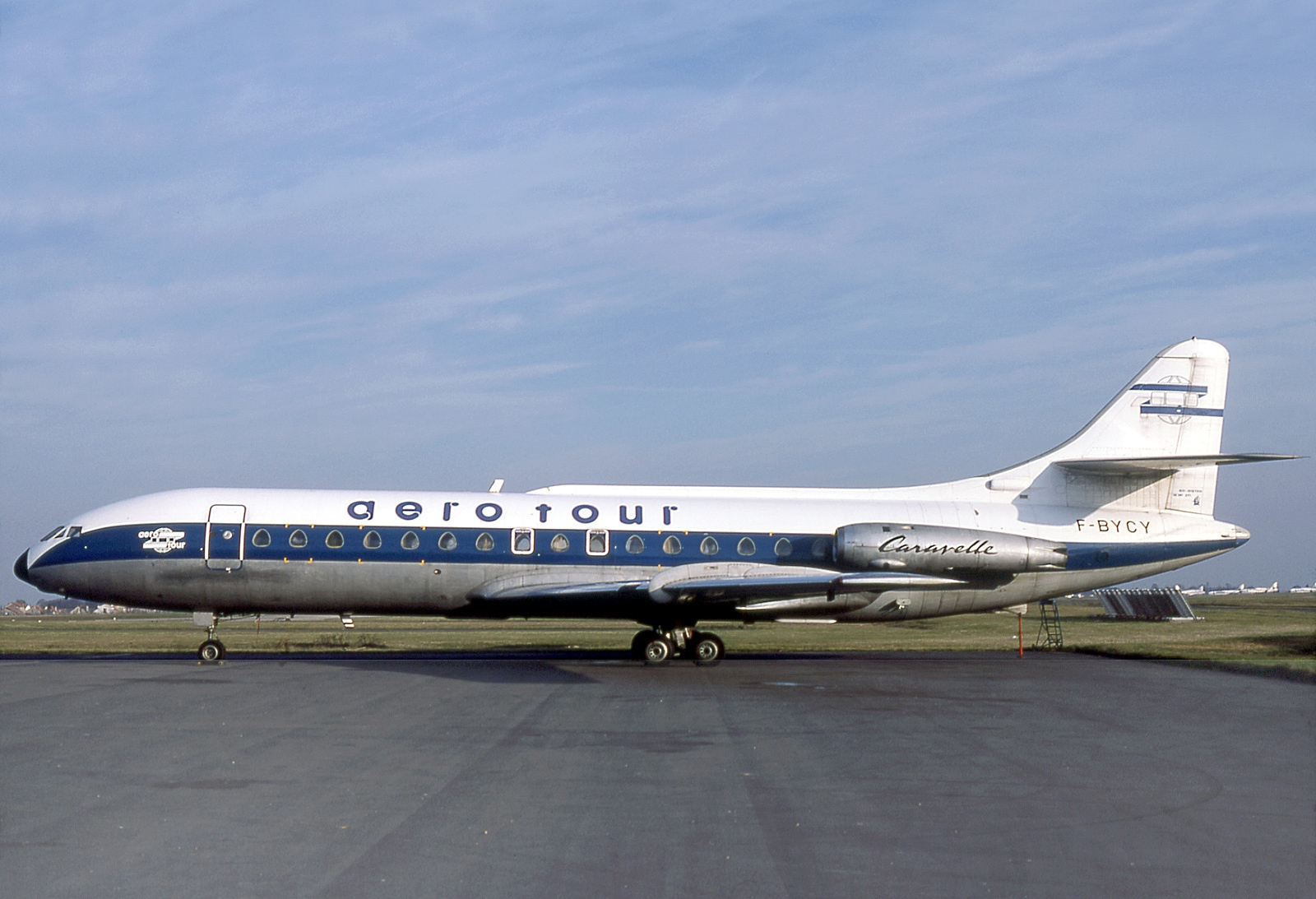
Caravelle VI-N d'Aéro tour immatriculée F-BYCY à Orly le 23 novembre 1980
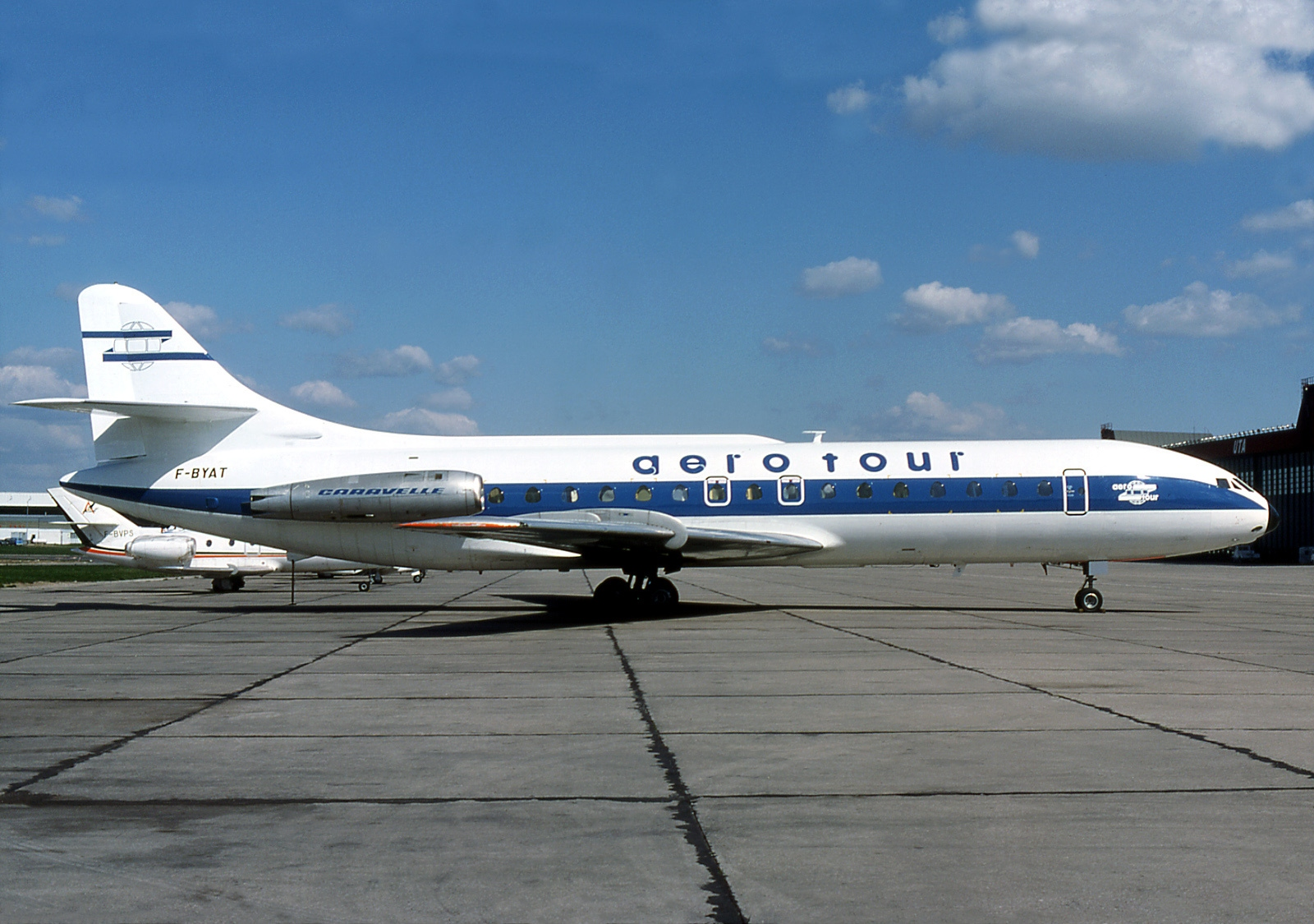
Caravelle VI-N d'Aéro tour immatriculée F-BYAT au Bourget en mars 1977
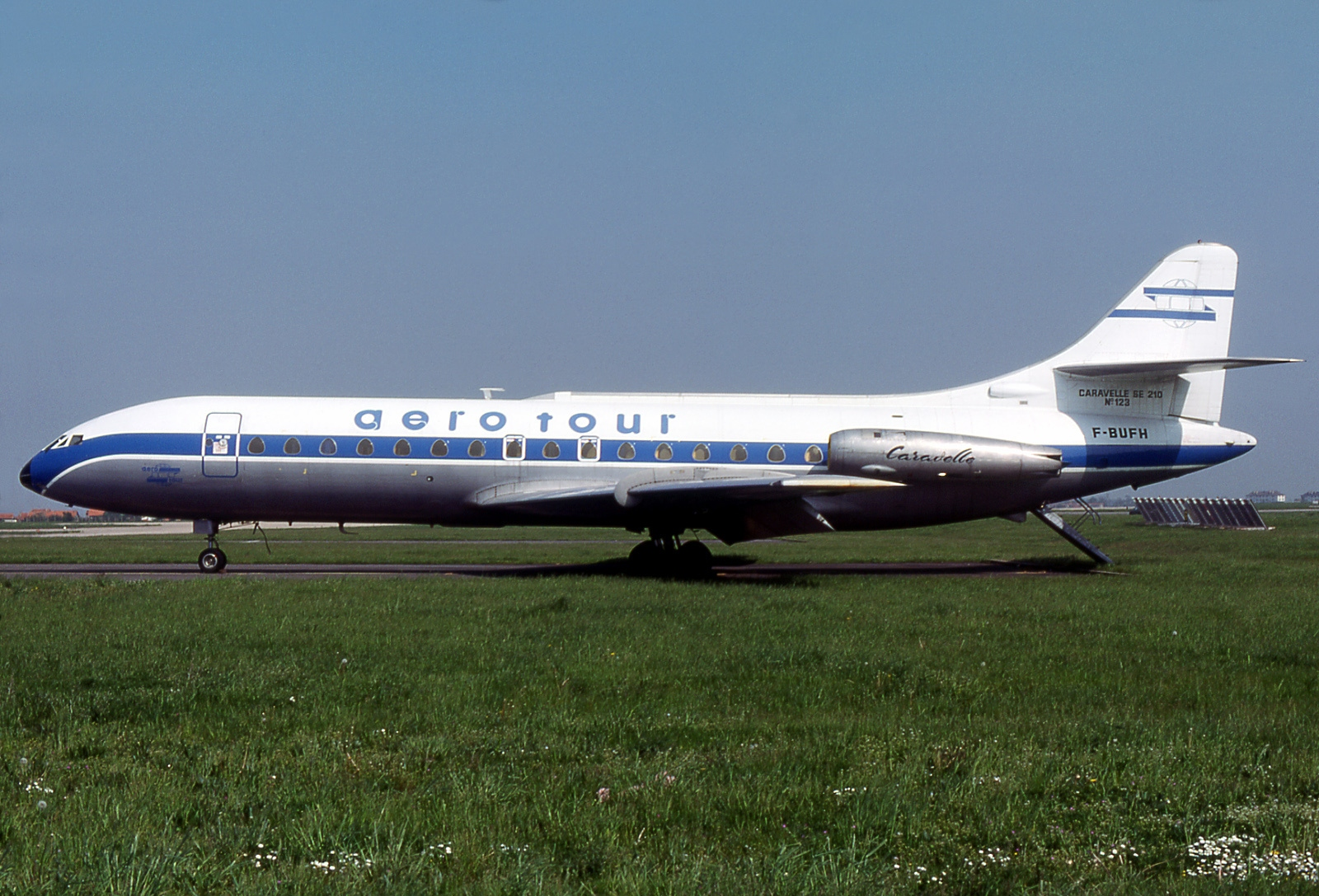
Caravelle III d'Aéro tour immatriculée F-BUFH à Orly le 12 mai 1978
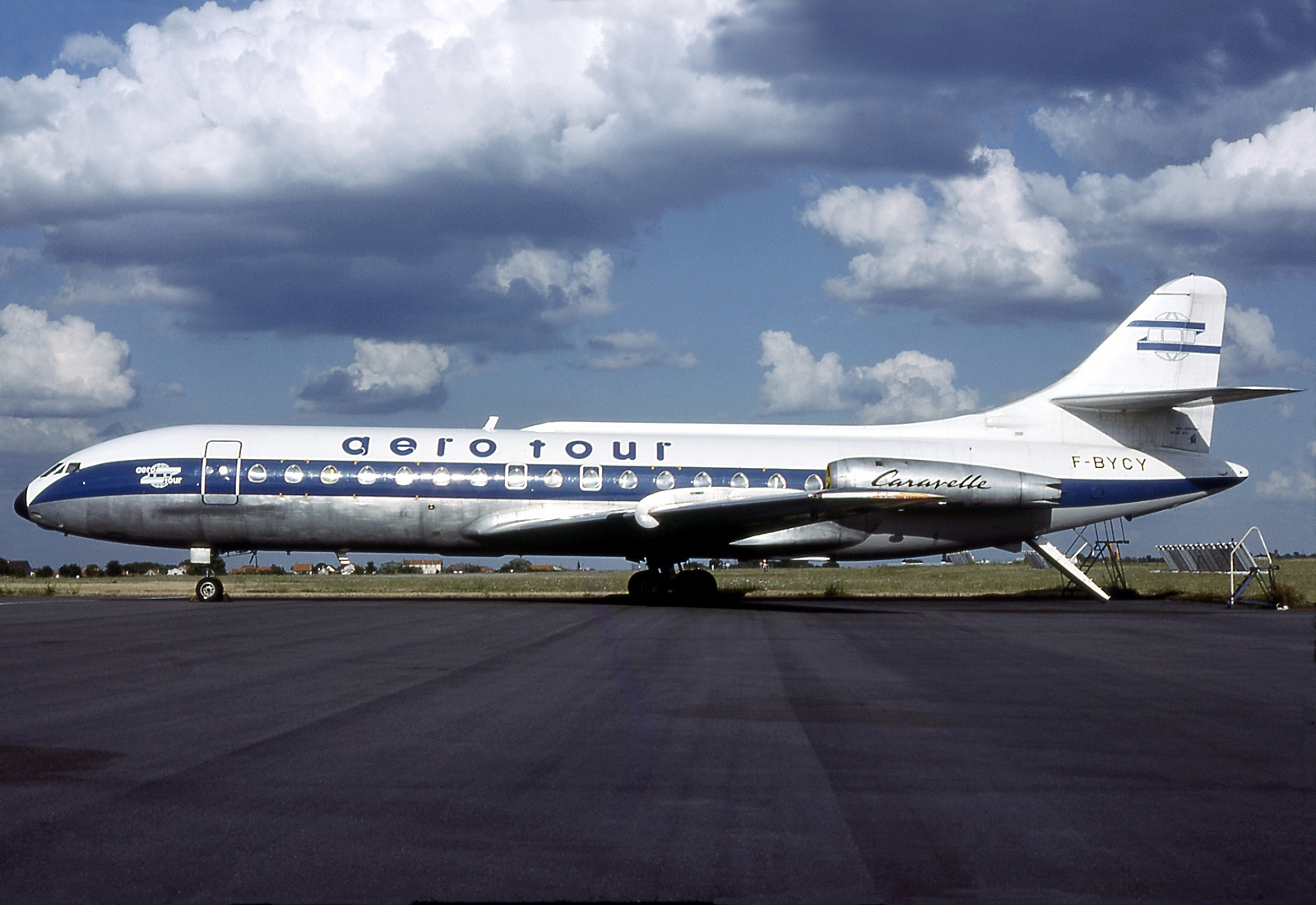
Caravelle VI-N d'Aéro tour immatriculée F-BYCY à Orly le 03 aout 1979
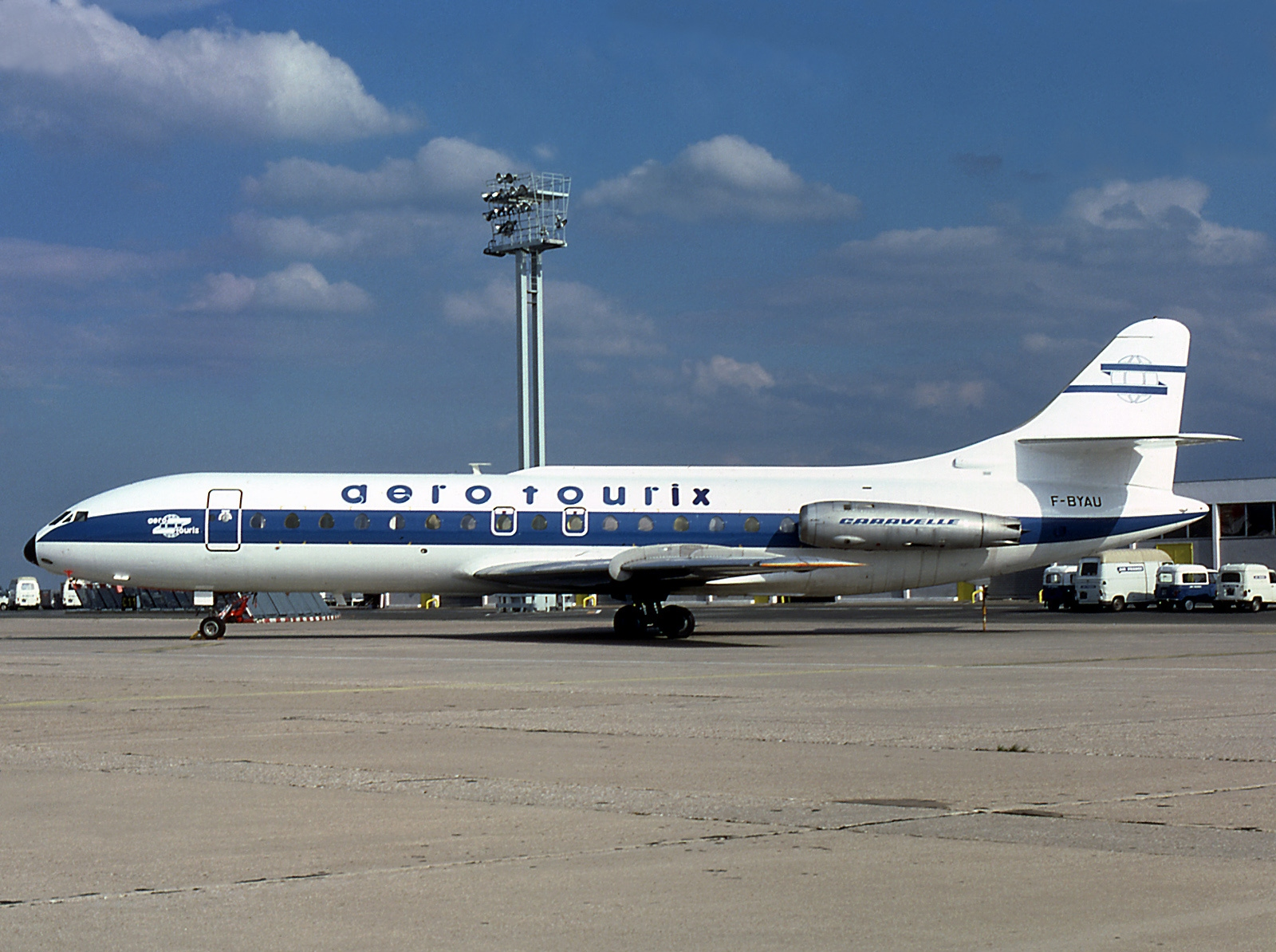
Caravelle VI-N d'Aéro tour immatriculée F-BYAU à Orly en mai 1977
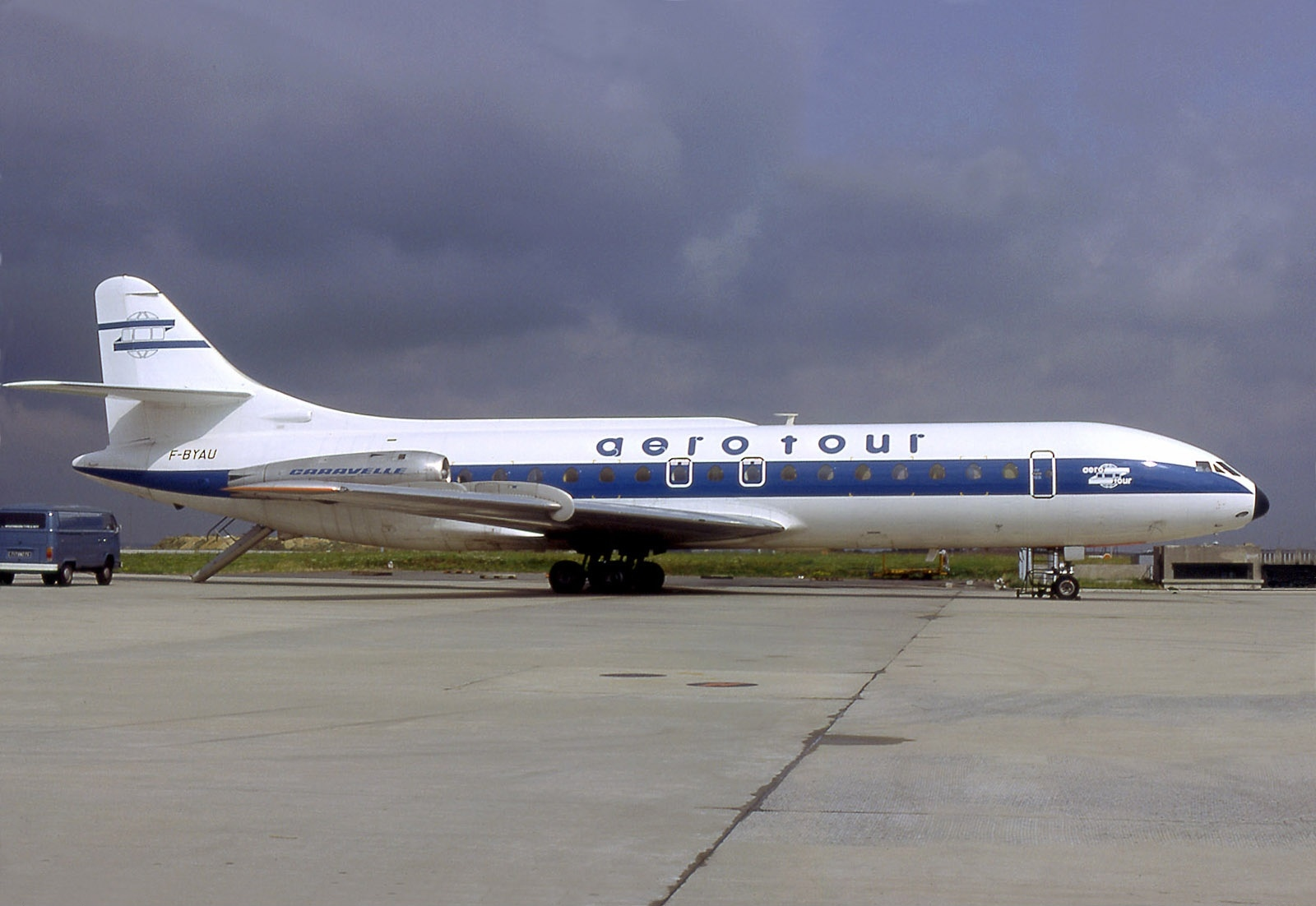
Caravelle VI-N d'Aéro tour immatriculée F-BYAU au Bourget en juillet 1977
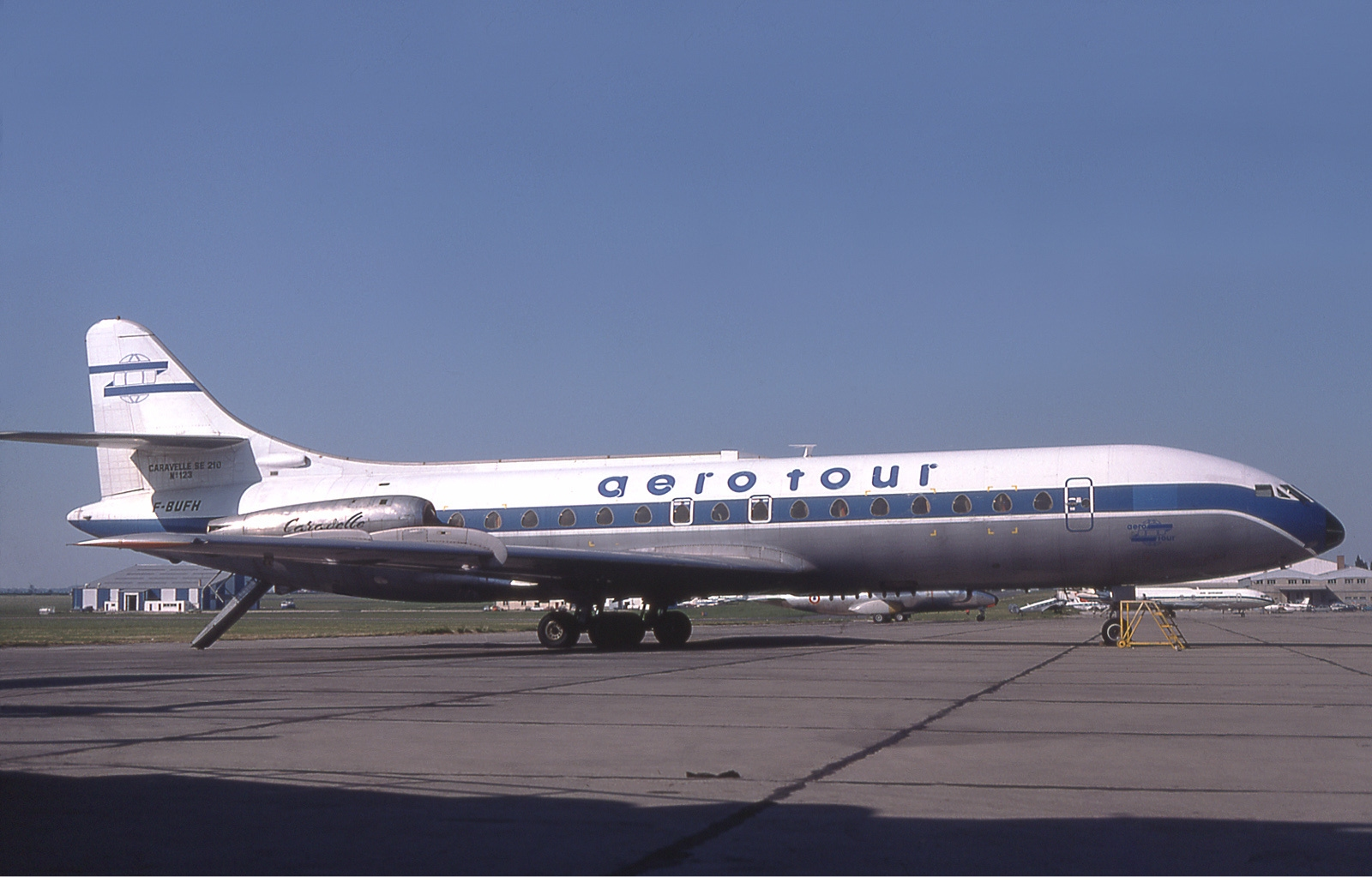
Caravelle III d'Aéro tour immatriculée F-BUFH au Bourget en mai 1976
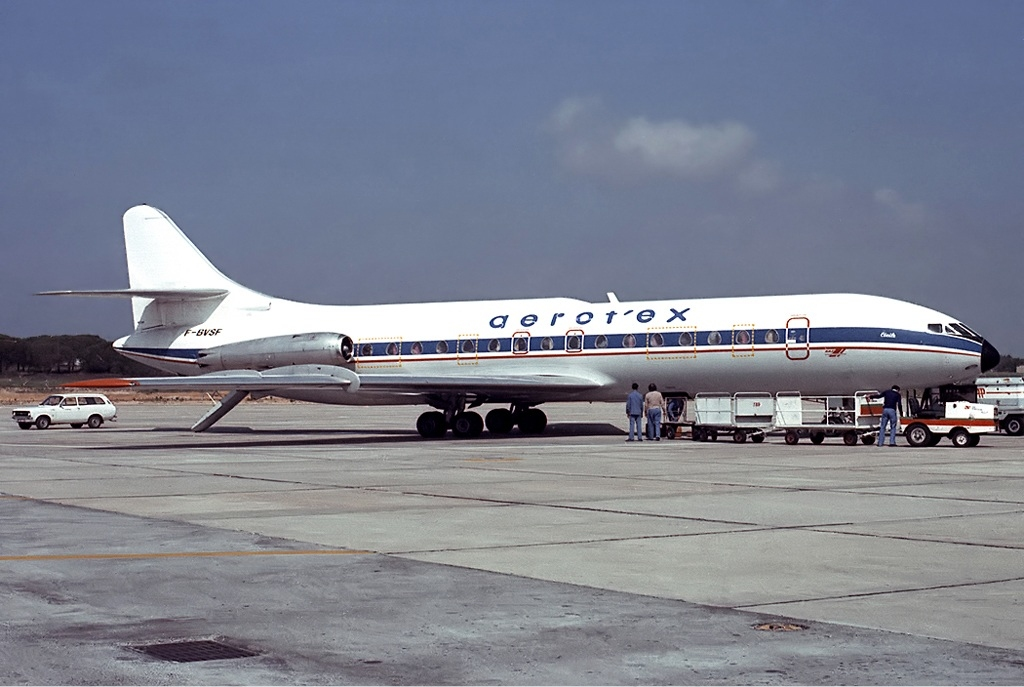
Caravelle d'Aérot'Ex immatriculée F-BVSF
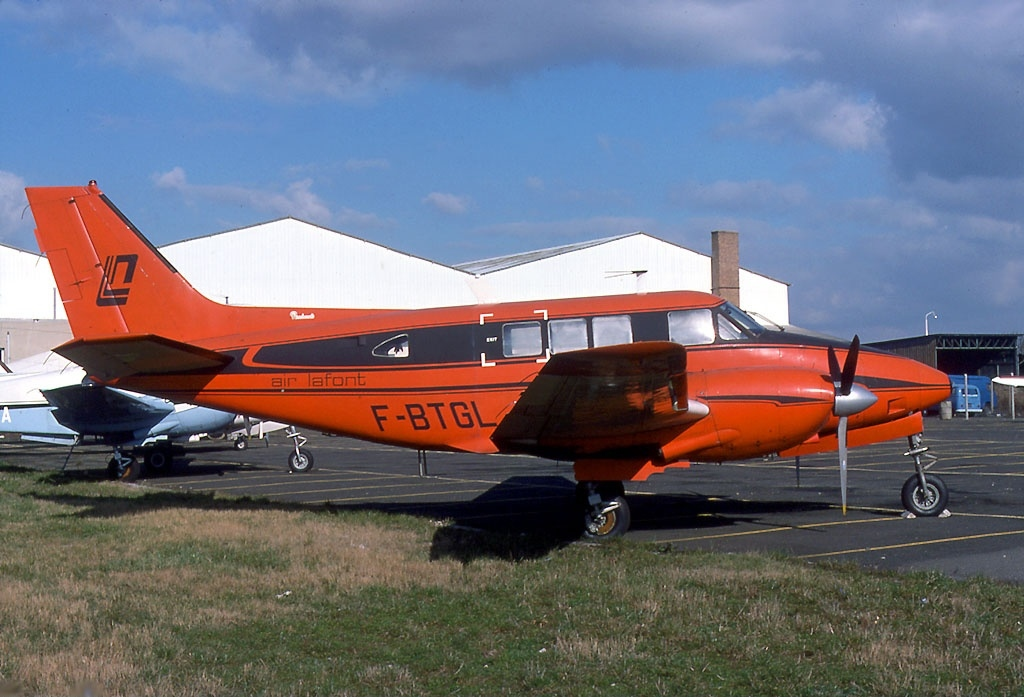
Beech 65 d'Air Lafont en 1978 avant son achat par Aéro Tour en février 1979 qui l'utilisait avec les mêmes couleurs
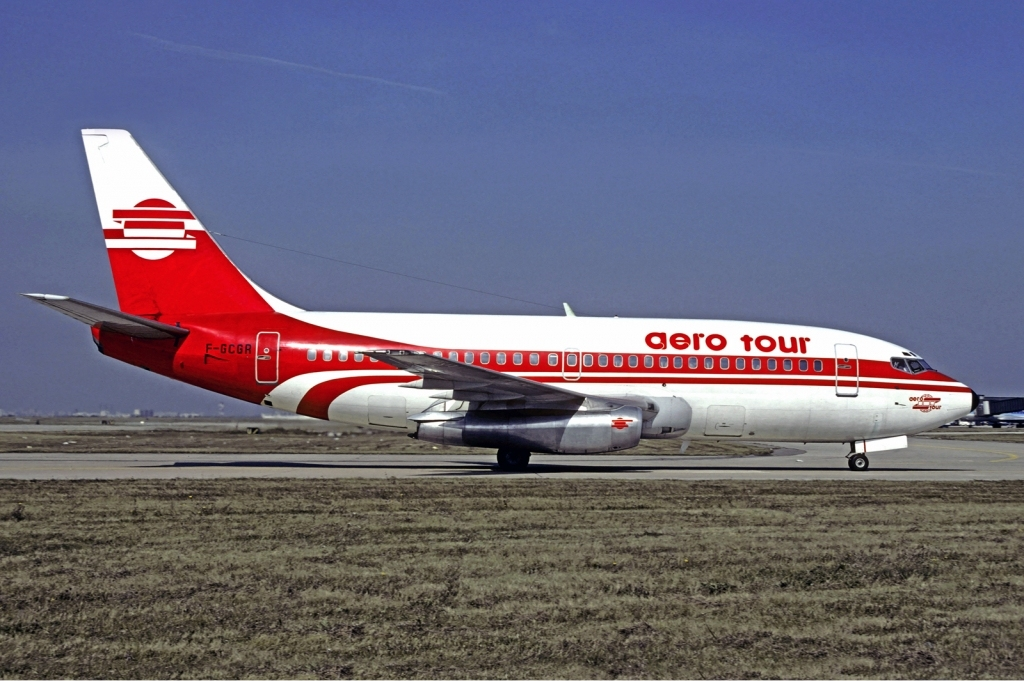
Boeing 737-200 d'Aéro tour immatriculée F-GCGR le 03 octobre 1980 aux couleurs d'Air Lanka le précédent locataire

## Accidents
Le 09 décembre 1977, la caravelle F-BYAU, livrée à la compagnie début 1977, subit un feu de train pendant son roulage à Ougda au Maroc alors qu'elle rejoignait la piste pour rejoindre l'aéroport de Paris-Orly. Aucun blessé n'était à déplorer, mais la caravelle n'était pas épargnée par le feu. La caravelle F-BYAU totalisait 22 546 heures de vol, ce qui était peu pour un avion de ligne.